# Universidad de Gotemburgo
La Universidad de Gotemburgo (en sueco: Göteborgs universitet) es un centro universitario sueco que se encuentra en la ciudad de Gotemburgo.

## Características
La Universidad de Gotemburgo es la tercera universidad más antigua de Suecia, con 24.900 estudiantes y es también una de las más grandes universidades de los países nórdicos. Con sus ocho facultades y 57 departamentos, la Universidad de Gotemburgo es también una de las universidades con unos estudios más amplios y versátiles de Suecia. Sus ocho facultades ofrecen formación en las artes creativas, Ciencias Sociales, Ciencias Naturales, Humanidades, Educación, Tecnologías de la Información, Negocios, Economía y Derecho, y Ciencias de la Salud.
En el ranking 2009 de Times Higher Education la universidad se coloca en el puesto 185 en el mundo. En el ranking 2008 de la Academic Ranking of World Universities, la Universidad de Gotemburgo se clasifica en el rango de 201-302 en comparación con las 500 mejores universidades del mundo.

## Historia
Fue fundada como Göteborgs högskola (Escuela de Gotemburgo) en 1891. En 1907 se le concedió el mismo estatus que a la Universidad de Upsala y a la Universidad de Lund por el gobierno sueco. En el transcurso del tiempo, se ha estructurado junto con una serie de instituciones académicas que anteriormente eran independientes en la ciudad. Se le reconoció como una universidad por el gobierno sueco en 1954, tras la fusión de la Göteborgs högskola con la Göteborgs medicinska högskola (Escuela de Medicina de Gotemburgo), convirtiéndose así en la tercera universidad más antigua de Suecia.
En 1971, la originalmente separada Facultad de Ciencias Económicas y Derecho Comercial de Gotemburgo se convirtió en parte de la Universidad de Gotemburgo. El Hospital Sahlgrenska está asociado a la universidad como un hospital universitario.
En la década de 1990 la Escuela de Economía y de la Academia de Música, Teatro y Opera se  trasladaron a los nuevos edificios en el centro de la ciudad. Un nuevo campus de la Facultad de Educación se inauguró en el centro de Gotemburgo en 2006.
La mayor parte de sus instalaciones -facultades y sede central- se encuentran en el centro de la ciudad de Gotemburgo.

## Organización
La universidad está organizada en varias facultades académicas.
- Estudios artísticos (Konstnärliga fakulteten)

- Diseño y la Artesanía
- Escuela de cine
- Composición literaria
- Fotografía
- Escenografía y Música
- Centro de Arte de Órgano de Gotemburgo
- Escuela de Bellas Artes de Valand

- Educación (Utbildningsvetenskapliga fakulteten) ofrece cursos de formación del profesorado.

- Humanidades (Humanistiska fakulteten)

- Estudios culturales
- Historia
- Literatura, Historia de las ideas, Religión
- Lenguas modernas
- Filosofía, Lingüística, Teoría de la ciencia
- Sueco

- Tecnologías de la Información (TI fakulteten)

- Tecnología aplicada
- Ciencias de la computación e ingeniería

- Ciencias Exactas y Naturales

- Botánica
- Biología celular y molecular
- Física
- Ciencias de la tierra
- Química
- Ecología marina
- Matemáticas
- Ciencias del medio ambiente
- Zoología

- Academia Sahlgrenska, que es la facultad de medicina.

- Escuela de Negocios, Economía y Derecho

- Economía
- Administración de empresas
- Derecho
- Geografía cultural
- Economía nacional y estadística

- Ciencias Sociales (Samhällsvetenskapliga fakulteten)

- Estudios sobre paz y desarrollo
- Administración pública
- Periodismo y comunicación social
- Psicología
- Antropología social
- Asistencia social
- Sociología
- Ciencias políticas
- Estudios Europeos

## Alumnos destacados
- Nick Bostrom: filósofo sueco.
- Magnus Carlsson: solista pop sueco.
- Jan Eliasson:: diplomático
- Cecilia Malmström: política europea
- Njuguna Ndung'u: economista keniata.
- Maria Wetterstrand: política sueca
- Angelo Flórez de Andrade: académico colombiano
- Bo Rothstein: politólogo
- Rodrigo Tavares: empresario portugués
- Arvid Carlsson: Farmacólogo Sueco